# Maxwell (microarquitectura)
Maxwell és el nom en clau d'una microarquitectura GPU desenvolupada per Nvidia com a successora de la microarquitectura Kepler. L'arquitectura Maxwell es va introduir en models posteriors de la sèrie GeForce 700 i també s'utilitza a les sèries GeForce 800M, GeForce 900 i Quadro Mxxx, així com alguns productes Jetson, tots fabricats amb el procés de 28 nm de TSMC.
Els primers productes basats en Maxwell van ser GeForce GTX 745 (OEM), GeForce GTX 750 i GeForce GTX 750 Ti. Tots dos es van llançar el 18 de febrer de 2014, tots dos amb el número de codi de xip GM107. Les GPU de la sèrie GeForce 700 anteriors havien utilitzat xips Kepler amb els números de codi GK1xx. Les GPU Maxwell de primera generació (números de codi GM10x) també s'utilitzen a la sèrie GeForce 800M i la sèrie Quadro Kxxx. El 18 de setembre de 2014 es va presentar una segona generació de productes basats en Maxwell amb la GeForce GTX 970 i la GeForce GTX 980, seguida de la GeForce GTX 960 el 22 de gener de 2015, la GeForce GTX Titan X el 17 de març de 2015 i la GeForce GTX 980 Ti l'1 de juny de 2015. La targeta Maxwell 2.0 final i amb les especificacions més baixes va ser la GTX950 llançada el 20 d'agost de 2015. Aquestes GPU tenen números de codi de xip GM20x.

Foto de James Clerk Maxwell, epònim d'arquitectura

Maxwell va introduir un disseny de Streaming Multiprocessor (SM) millorat que augmentava l'eficiència energètica, la sisena i setena generació de PureVideo HD i CUDA Compute Capability 5.2.
L'arquitectura rep el nom de James Clerk Maxwell, el fundador de la teoria de la radiació electromagnètica.
L'arquitectura Maxwell s'utilitza en el sistema en un xip (SOC), processador d'aplicacions mòbils, Tegra X1.

## Maxwell de primera generació (GM10x)

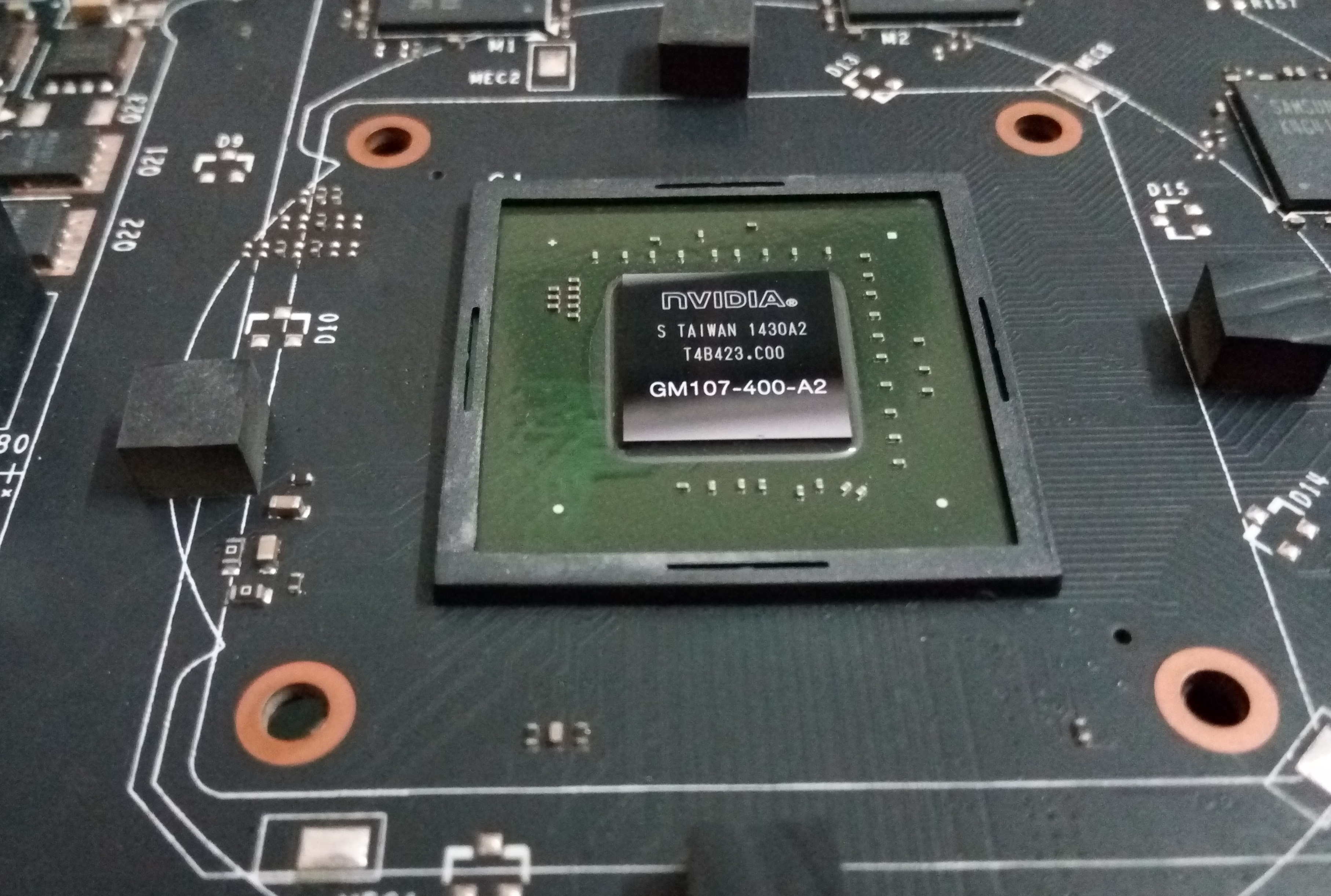
Xip Maxwell 107 a la targeta gràfica GTX 750 Ti amb dissipador de calor eliminat.

Les GPU Maxwell de primera generació (GM107/GM108) es van llançar com a GeForce GTX 745, GTX 750/750 Ti, GTX 850M/860M (GM107) i GeForce 830M/840M (GM108). Aquests nous xips van introduir poques funcions addicionals orientades al consumidor, ja que Nvidia es va centrar més a augmentar l'eficiència energètica de la GPU. La memòria cau L2 es va augmentar de 256 KiB a Kepler a 2 MiB a Maxwell, reduint la necessitat de més amplada de banda de memòria. En conseqüència, el bus de memòria es va reduir de 192 bits a Kepler (GK106) a 128 bits, reduint l'àrea de matriu, el cost i el consum d'energia.
El disseny del multiprocessador de streaming "SMX" de Kepler també es va reelaborar i es va dividir, passant a anomenar-se "SMM" per a Maxwell. L'estructura del programador warp es va heretar de Kepler, amb les unitats de textura i els nuclis CUDA FP64 encara compartits, però la disposició de la majoria de les unitats d'execució es va dividir de manera que cada programador warp en un SMM controlés un conjunt de 32 nuclis CUDA FP32, un conjunt. de 8 unitats de càrrega/emmagatzematge i un conjunt de 8 unitats de funció especial. Això contrasta amb Kepler, on cada SMX tenia 4 programadors que es programaven a un grup compartit d'unitats d'execució. Aquest últim necessitava una barra transversal d'ample SMX que utilitzava una potència innecessària per permetre que es comparteixin totes les unitats d'execució. Per contra, el disseny més modular de Maxwell permet una assignació de recursos més fina i eficient, estalviant energia quan la càrrega de treball no és òptima per als recursos compartits. Nvidia reclama un 128 CUDA core SMM té el 90% del rendiment d'un 192 CUDA core SMX mentre l'eficiència augmenta en un factor de 2. A més, cada clúster de processament gràfic, o GPC, conté fins a 4 unitats SMX a Kepler i fins a 5 unitats SMM a Maxwell de primera generació.
GM107 també admet CUDA Compute Capability 5.0 en comparació amb 3.5 a les GPU GK110/GK208 i 3.0 a les GPU GK10x. Paral·lelisme dinàmic i HyperQ, dues funcions de les GPU GK110/GK208, també són compatibles amb tota la línia de productes Maxwell. Maxwell també proporciona operacions atòmiques de memòria compartida nativa per a nombres enters de 32 bits i memòria compartida nativa de 32 bits i 64 bits de comparació i intercanvi (CAS), que es poden utilitzar per implementar altres funcions atòmiques.
El codificador de vídeo de Nvidia, NVENC, es va actualitzar per ser d'1,5 a 2 vegades més ràpid que a les GPU basades en Kepler, el que significa que pot codificar vídeo a una velocitat de reproducció de sis a vuit vegades. Nvidia també reclama un augment del rendiment de vuit a deu vegades en la descodificació de vídeo PureVideo Feature Set E a causa de la memòria cau del descodificador de vídeo, combinat amb augments de l'eficiència de la memòria. Tanmateix, H.265 no és compatible per a la descodificació de maquinari completa a les GPU Maxwell de primera generació, basant-se en una combinació de descodificació de maquinari i programari. Quan es descodifica el vídeo, s'utilitza un nou estat de baixa potència "GC5" a les GPU Maxwell per estalviar energia.
Es pensava que les GPU Maxwell utilitzaven la representació basada en mosaics, però en realitat utilitzen la memòria cau en mosaics.

## Maxwell de segona generació (GM20x)
Les GPU Maxwell de segona generació van introduir diverses tecnologies noves: Super Resolució dinàmica, Compressió de color Delta de tercera generació, Mostreig de programació multipíxel, Nvidia VXGI (Il·luminació global en temps real-Voxel), VR Direct, Acceleració de projecció múltiple, Antialiasing de mostreig de fotogrames múltiples (MFAA) (no obstant això, s'ha eliminat el suport per a l'antialiasing de mostreig de cobertura (CSAA)), i API Direct3D12 al nivell de funció 12_1. També es va afegir suport HDMI 2.0.

## Xips
- GM107
- GM108

- GM200
- GM204
- GM206